# Université des arts et techniques de Kyoto
L'Université des arts et techniques de Kyōto (京都工芸繊維大学, Kyōto Kōgei Sen'i Daigaku, couramment abrégée en Kōsen, 工繊, ou en Kyoto Institute of Technology, KIT, en anglais) est une université nationale japonaise, située à Kyōto.

## Histoire
L'université est créée en 1949 de la fusion de 2 structures: l'institut universitaire de technologie de Kyōto, fondé en 1902, et l'institut universitaire de fibres textiles de Kyōto, fondé en 1899.

## Composantes
L'université est structurée en faculté de 1er cycle (学部, gakubu), qui a la charge des étudiants de 1er cycle universitaire, et en faculté de cycles supérieurs (研究科, kenkyūka), qui a la charge des étudiants de 2e et 3e cycle universitaire.

### Facultés de1ercycle
L'université compte une faculté de 1er cycle (学部, gakubu).
- Faculté de sciences et technologies

### Facultés de cycles supérieur
L'université compte une faculté de cycles supérieurs (研究科, kenkyūka).
- Faculté de sciences et technologies

## Personnalités liées

### Enseignants
- Kitarō Nishida, philosophe
- Asai Chū, peintre

### Étudiant
- Kōsuke Kimura, professeur émérite, ancien président